# Leuciscus
Leuciscus è un genere di pesci ossei d'acqua dolce appartenenti alla famiglia dei Cyprinidae.

## Distribuzione
Le specie sono diffuse nella regione paleartica, tra l'intera Europa e la Cina.

## Specie italiane
Nessuna specie appartenente al genere è autoctona delle acque italiane.
La specie Leuciscus leuciscus è stata segnalata come introdotta nelle acque dell'Italia settentrionale, ma la sua reale diffusione nel paese non è stata ancora del tutto chiarita. L. aspius è stato introdotto con avvenuta naturalizzazione in tutta l'Italia settentrionale (bacino del Po) e in parte di quella centrale (bacini dell'Arno e del Tevere).

## Specie
- Leuciscus aspius
- Leuciscus baicalensis
- Leuciscus bearnensis
- Leuciscus bergi
- Leuciscus burdigalensis
- Leuciscus chuanchicus
- Leuciscus danilewskii
- Leuciscus dzungaricus
- Leuciscus gaderanus
- Leuciscus idus
- Leuciscus latus
- Leuciscus lehmanni
- Leuciscus leuciscus
- Leuciscus lindbergi
- Leuciscus merzbacheri
- Leuciscus oxyrrhis
- Leuciscus schmidti
- Leuciscus vorax
- Leuciscus waleckii